# Euchromia nigricincta
Euchromia nigricincta là một loài bướm đêm thuộc phân họ Arctiinae, họ Erebidae.